# Кремо, Майкл
Майкл Кре́мо (англ. Michael A. Cremo, религиозное имя — Друтака́рма Да́са, IAST: Drutakarmā Dāsa; род. 15 июля 1948, Скенектади, Нью-Йорк, США) — американский писатель и исследователь, один из наиболее известных пропагандистов ведического креационизма.
Получил известность после публикации в 1993 году книги «Запрещённая археология: неизвестная история человечества» (написанной им в соавторстве с учёным-математиком Ричардом Л. Томпсоном), которая стала бестселлером. В «Запрещенной археологии» Кремо и Томпсон утверждают, что современные люди жили на Земле миллионы лет. В доказательство своей теории, авторы собрали сведения и описали множество археологических находкок, которые, по их мнению, скрывают от общественности из-за того, что «они не вписываются в принятую дарвинистами шкалу развития человечества». По этой причине эти находки не выставляют в музеях, о них не пишут в учебниках. Изложенные в книге гипотезы и археологические доказательства древности человечества подверглись критике со стороны научного сообщества как псевдонаучные.
Кремо называет себя «ведическим археологом», так как, по его мнению, его находки и исследования доказывают историю человечества, описанную в индуистских священных текстах. Пропагандируя свои идеи, Кремо прочитал сотни лекций и провел десятки конференций по всему миру, в том числе в России и на Украине. В 2006 году индийский историк науки Мира Нанда в индийском левом журнале Frontline назвала Томпсона и Кремо «интеллектуальной движущей силой ведического креационизма в Америке».
Майкл Кремо также является автором книги «Человеческая деволюция: ведическая альтернатива теории Дарвина», в которой он представил индуистскую «альтернативу» теории эволюции Дарвина.

## Биография

### Ранние годы
Майкл Кремо родился 15 июля 1948 года в городе Скенектади (штат Нью-Йорк, США), в семье с итальянскими корнями. Отец Майкла, Сальваторе Ф. Кремо, был старшим сыном эмигранта из Сицилии Антонио Кремо (1896—1965) и Роуз Джермано Кремо. Сальваторе Кремо избрал карьеру военного лётчика. После окончания военной академии принял участие во Второй мировой войне, затем служил в разведывательном подразделении Военно-воздушных сил США, где дослужился до полковника. Младший брат Сальваторе, Уильям, был городским прокурором Скенектади.
С юных лет Майкл Кремо мечтал стать писателем. По воспоминаниям его матери, в раннем детстве, когда она кормила его «алфавитным супом» (супом с лапшой в виде букв алфавита), Майкл подолгу читал плававшие в тарелке буквы. Из этого Кремо делает вывод, что, возможно, в своих прошлых жизнях он был писателем.
Военная служба заставляла Сальваторе и его семью часто переезжать с места на место. Бо́льшую часть своего детства и юности Майкл Кремо провёл в ФРГ, где учился в англоязычной американской школе, и во время летних каникул путешествовал по Европе. Впечатления от своих путешествий Майкл заносил в дневник. Он также сочинял стихи и даже попытался написать автобиографию. В это время у Майкла, как и многих других молодых людей его поколения, проснулся интерес к восточной философии и культуре. Весной 1965 года в Стокгольме Майкл встретил группу молодых людей, которые незадолго до этого совершили путешествие в Индию и назад по суше. Майкл решил при первой же возможности последовать их примеру.
В 1966 году, после окончания старшей школы в Сент-Питерсберге во Флориде, Кремо получил стипендию на обучение в Университете Джорджа Вашингтона, где изучал международные отношения и русский язык. Во время учёбы в университете Майкл «погрузился в контркультуру» и решил отказаться от карьеры государственного служащего. Одновременно с учёбой, он продолжал изучение восточной философии и эзотерических учений.

### Духовные поиски и обращение в гаудия-вайшнавизм
Летом 1968 года Кремо отправился «в путешествие в поисках себя». Сначала он посетил Европу, а затем через Хайфу на корабле прибыл в Истамбул, где начал путешествие по суше в Индию. Однако, проделав половину пути и добравшись до Тегерана, он отказался от идеи и вернулся в Америку. Вскоре после возвращения на родину Кремо поступил на службу в Военно-морские силы США.
Однажды на концерте The Grateful Dead Кремо встретил кришнаитов, которые продали ему экземпляр «Бхагавад-гиты как она есть» — комментированный перевод индуистского священного текста «Бхагавад-гиты» авторства Бхактиведанты Свами Прабхупады. Кремо привлекла философия «Бхагавад-гиты», и в 1975 году он присоединился к Международному обществу сознания Кришны, приняв монашеский образ жизни. В январе 1976 года в Майами Кремо получил духовное посвящение от Бхактиведанты Свами Прабхупады, который дал ему духовное имя на санскрите «Друтакарма Даса».

### Работа в издательстве «Бхактиведанта Бук Траст» и другая деятельность в ИСККОН
В конце 1970-х — 1980-е годы Друтакарма Даса жил в Лос-Анджелесе, работая редактором и автором в «Бхактиведанта Бук Траст» — официальном издательстве Международного общества сознания Кришны. Отредактированные и написанные им книги впоследствии были переведены на десятки языков и распроданы многомиллионными тиражами.
В 1990-е годы Майкл Кремо написал серию книг, рассчитанных как на академическую, так и на широкую аудиторию. Первым его трудом стал вышедший в 1993 году бестселлер «Запрещённая археология: неизвестная история человечества» («Forbidden Archeology: The Hidden History of the Human Race»), написанный в соавторстве с учёным-математиком Ричардом Томпсоном, который был одним из основателей Института Бхактиведанты. Майкл Кремо также написал ряд статей по тематике индуизма, многие из которых были опубликованы под его духовным именем Друтакарма Даса в официальном журнале Международного общества сознания Кришны Back to Godhead.
В конце 1990-х годов Майкл Кремо возглавил организованную в Международном обществе сознания Кришны кампанию против так называемого ритвикизма — схизма, связанного с интерпретацией наставлений Бхактиведанты Свами Прабхупады в отношении продолжения цепи ученической преемственности. Он также выступил автором публикации, в которой отражалась официальная позиция Международного общества сознания Кришны по вопросу смертной казни. Другой важной публикацией Кремо была научно-исследовательская статья «Пуранический период и археологические свидетельства» («Puranic Time and the Archaeological Record»), опубликованная в ISKCON Communications Journal.
В 2000-е годы Майкл Кремо организовал ряд конференций, на которых учёные, занимающиеся изучением Международного общества сознания Кришны и гаудия-вайшнавизма, обменивались своими взглядами и опытом.

### 2000-е годы
В 2002 году Кремо встречался с тогдашним министром науки Индии Мурли Манохар Джоши, обсудив с ним раскопки и датировку затонувшего древнего города, обнаруженного у берегов Гуджарата и отождествляемого индуистскими исследователями националистического толка с описанной в Пуранах Дваракой — легендарной столицей Кришны, погрузившейся на дно океана после его смерти.
В марте 2009 года Кремо появился в документальном сериале «Ancient Aliens», вышедшем в эфир на телеканале History. В июле 2011 года Майкл Кремо появился в цикле документальных телефильмов телеканала «Россия-Культура» «По следам тайны». В настоящее время Кремо трудится над своей новой книгой «Пураны и история человечества».

## «Ведический археолог»
Майкл Кремо считает себя «ведическим археологом», так как, по его мнению, его находки и исследования доказывают историю человечества, описанную в индуистских священных текстах. По словам Майкла Кремо, его главные интересы заключаются в исследовании и популяризации «ведического» взгляда на происхождение и возраст человека. В 2006 году в журнале Frontline индийский историк науки Мира Нанда назвала Майкла Кремо и Ричарда Томпсона «интеллектуальной силой, ведущей вперёд ведический креационизм», и выступила с критикой их идей.
Деятельность и книги Кремо привлекают внимание индуистских креационистов, исследователей паранормальных явлений и любителей теорий заговора. Майкл Кремо часто выступает на американском радио ток-шоу Coast to Coast AM, которое специализируется на этой тематике.

## Запрещённая археология
В 1993 году Майкл Кремо в соавторстве с американским учёным-математиком и одним из членов-основателей Института Бхактиведанты Ричардом Томпсоном написал псевдоархеологическую книгу «Запрещённая археология: неизвестная история человечества» («Forbidden Archeology: The Hidden History of the Human Race»). Кремо и Томпсон бросают в книге вызов теории эволюции Дарвина, приводя свидетельства того, что современные люди существовали на Земле многие миллионы лет назад. Появлению книги на свет предшествовали многолетние изыскания Кремо и Томпсона, собиравших сведения об археологических находках, по их мнению, скрываемых научным сообществом от общественности по причине того, что «они не вписываются в принятую дарвинистами шкалу развития человечества». В «Запрещённой археологии» Кремо и Томпсон утверждают, что в научном мире существует так называемый «фильтр знания», из-за которого об этих находках не пишут в учебниках, не выставляют их в музеях.
Из «Запрещенной археологии» была взята бо́льшая часть материала для создания вызвавшего много полемики документального телефильма американского канала NBC «Таинственное происхождение человека» (1996).

## Forbidden Archeology’s Impact
В вышедшей в 1998 году книге «Forbidden Archeology’s Impact» Кремо провёл анализ влияния «Запрещённой археологии» в научном сообществе и в обществе в целом. Он привёл положительные и отрицательные отзывы критиков, учёных и общественных деятелей и опубликовал ответы на критику своей теории. В 2003 году Кремо издал книгу под названием «Деволюция человека» («Human Devolution»), в которой представил «ведическую альтернативу» теории эволюции Дарвина.

## Критика
В «Запрещённой археологии», по мнению критиков, Кремо, не представив простые гипотезы, сразу перешёл к сложным теориям, что является нарушением методологического принципа бритвы Оккама. Критики также указывают на то, что многие из представленных в книге артефактов являются устаревшими, обнаруженными в XIX — начале XX века.
Кандидат философских наук, доцент кафедры истории и антропологии Дагестанского института экономики и политики Белоусов Е. В. полагает, что в наиболее достоверных и детально описанных случаях можно найти чисто эволюционистское объяснение присутствия следов человека в «аномально» древних слоях, не прибегая к гипотезе креационизма.
Кенийский палеоантрополог, потомственный учёный и автор многих антропогенетических открытий Ричард Лики подверг резкой критике книгу «Неизвестная история человечества»:
Книга ваша — совершенный вздор, и только полный идиот воспримет её всерьёз. А таковые, к сожалению, имеются, но это лишь вопрос естественного отбора, и тут уж ничего нельзя поделать.
Индийский историк науки Мира Нанда отмечает, что «Несмотря на то, что Кремо утверждает, что предлагает научную альтернативу Дарвину, почти все его доказательства основываются на паранормальных явлениях, включая исследования экстрасенсорного восприятия, исцеление верой, реинкарнацию и регрессию прошлой жизни, НЛО и похищение пришельцами»
. Книгу «Запрещённая археология» она характеризует как «замечательный компендиум лженауки», который «основан на предположении, что современная наука является узником западных культурных и религиозных предрассудков».
Создатель портала Антропогенез.ру А. Б. Соколов считает, что возраст палеонтологических и археологических находок из книг Кремо был не точно установлен, так как датировали возраст находок, как утверждает Соколов, люди, которые не были специалистами в этой области.